# جيريت رودولف
جيريت رودولف (2 مارس 1988 ببريتوريا في جنوب أفريقيا - ) (بالإنجليزية: Gerrit Rudolph)‏ هو لاعب كريكت ناميبي. شارك مع منتخب ناميبيا الوطني للكريكت. أما مع النوادي، فقد لعب مع Limpopo (cricket team) ‏.